# Jiang Cuihua
Jiang Cuihua (chiń. upr. 姜翠华; chiń. trad. 姜翠華; pinyin Jiāng Cuìhuá; ur. 2 lutego 1975 w Dalian) – chińska kolarka torowa, brązowa medalistka olimpijska i czterokrotna medalistka mistrzostw świata.

## Kariera
Pierwszy sukces Jiang Cuihua osiągnęła w 1998 roku, kiedy na mistrzostwach świata w Bordeaux zdobyła srebrny medal w wyścigu na 500 m, ulegając jedynie Francuzce Félicii Ballanger. W tym samym roku była także druga w sprincie indywidualnym podczas igrzysk azjatyckich w Bangkoku, a na rozgrywanych rok później mistrzostwach świata w Berlinie ponownie zdobyła srebro w wyścigu na 500 m. W 2000 roku wystartowała na igrzyskach olimpijskich w Sydney, gdzie w tej samej konkurencji zajęła trzecie miejsce, ulegając tylko Ballanger oraz Michelle Ferris z Australii. Na mistrzostwach świata w Manchesterze w 2000 roku zdobyła swój trzeci z rzędu srebrny medal w wyścigu na 500 m, tym razem przegrywając tylko z Natallą Markowniczenko z Białorusi. Ponadto Jiang zdobyła w tej konkurencji brązowy medal na mistrzostwach świata Stuttgarcie w 2003 roku. W wyścigu tym lepsze okazały się Natalla Cylinska (dawniej Markowniczenko) oraz Meksykanka Nancy Contreras.